# Asoriculus
Az Asoriculus az emlősök (Mammalia) osztályának Eulipotyphla rendjébe, ezen belül a cickányfélék (Soricidae) családjába és a vörösfogú cickányok (Soricinae) alcsaládjába tartozó kihalt nem.

## Előfordulásuk
Az Asoriculus cickánynem a Spanyolországhoz tartozó és attól keletre fekvő Baleár-szigetek endemikus állatcsoportja volt. Ezek a cickányok körülbelül a kora pliocén korszakban érkezhettek a szigetekre, de a késő holocénben már kihaltak. A kihalásukat valószínűleg az emberi tevékenységek okozhatták.

## Rendszerezés
A nembe az alábbi 5 kihalt faj tartozik:
- †Asoriculus corsicanus (Bate, 1945)
- †Asoriculus gibberodon
- †Asoriculus hidalgo Bate, 1945 - típusfaj
- †Asoriculus rafelinensis
- †Asoriculus similis (Hensel, 1855)